# オープンアクセスジャーナル
オープンアクセスジャーナル（英: open access journal）は学術雑誌のうち、オンライン上で無料かつ制約無しで閲覧可能な状態に置かれているものを指す。クリエイティブ・コモンズなどのライセンスを用いて、自由な再利用を認めているものも多い。オープンアクセスの定義にばらつきがあるため、最古のものについては定説はないが、フロリダ昆虫学会の Florida Entomologist はオープンアクセスジャーナルの起源の一つとして挙げられることがある。オープンアクセスジャーナルは、それまでの読者から費用を回収する方式ではなく、著者が費用を負担する形式となっているものが多い。他にも掲載から一定期間経過するとオープンアクセスとなるものなども存在する。大手出版社からもオープンアクセスジャーナルが出版されるようになるなど、着実にシェアを増やしてきている。メガジャーナルと呼ばれる多数の論文を掲載するものも存在し、中には年間30,000本以上の論文を掲載するものもある。オープンアクセスジャーナルには批判も多い。研究者が費用を負担することへの否定的な見解や、査読に対し信頼性が低いといった批判がある。読まれることによって収入を得るのではなく、論文を掲載することによって収入を得るため、質の低い論文でも掲載する、あるいはデタラメな論文でも掲載する出版社も存在する。

## 特徴
従来の学術雑誌では、料金を支払うのは読者の側であったが、オープンアクセスジャーナルでは APC という費用を著者（研究者）が支払うことによって出版費用をまかない、読者が無料で閲覧できるようにしているものが多い。APC は Article Processing Charge の頭字語で（ときには Article Publication Charge とも）、日本語では「論文掲載料」「著者支払い掲載料」「論文掲載加工料」など、さまざまに表現される。費用は雑誌によりまちまちで、オープンアクセスの推進を行っている国立情報学研究所 (NII) の国際学術情報流通基盤整備事業 (SPARC Japan) による2014年の報告によれば、APC（論文処理費用）は1ドル100円換算で8,000円から100万円の間であり、最も多い額は10万円であるという。SPARC Japan のワーキンググループが提出した報告書で最も利用の多い PLOS ONE の APC は2015年5月の時点で1,350米ドルである。ネイチャーを発行するネイチャー・パブリッシング・グループ (NPG) のオープンアクセスジャーナル Nature Communications では661,500円となっている。おおむね、複数の雑誌を刊行しているような商業出版社の APC は高額に設定されており、大学出版局などが発行する雑誌の APC は低額になっている。
研究機関や学会が出版経費を負担することもあり、この場合は著者・読者ともに費用を払う必要がない。全額負担とはいかずとも一部負担すべく大学や研究機関で助成を行うケースもある。日本の科学技術振興機構 (JST) が運営を行う J-STAGE のように購読型ジャーナルに掲載されているが、WEB上では無料で公開されるケースもある。ただし、J-STAGE のような形態をオープンアクセスと呼べるかについては議論の余地がある。また BioMed Central などは低所得国の研究者でも投稿できるように、費用の一部または全額を免除している。
他にも、従来の購読型学術雑誌であるが著者が費用を払うことによって、その論文をオープンアクセスにすることができる雑誌も存在し、これはハイブリッドジャーナル、ハイブリッドオープンアクセスと呼ばれる。ただし、ハイブリッド型は純粋なオープンアクセスとは言えないのではないかという意見もある。
また、一定期間経過した論文をオンラインで無料公開する方式もあり、これはエンバーゴと呼ばれている。研究者によっては、ハイブリッドもエンバーゴもゴールドオープンアクセスに含める場合があるが、オープンアクセスを主導してきた一人であるスティーブン・ハーナッドのように、エンバーゴ方式でフリーとなるものはオープンアクセスと認めないとするものもいる。

## 歴史
最初のオープンアクセスジャーナルがどれなのか、について定説はないが、オープンアクセスを広い意味で捉えれば、世界最初の電子ジャーナル New Horizons in Adult Education が最も古いオープンアクセスジャーナルであり、狭義にはフロリダ昆虫学会の Florida Entomologist において、著者が費用を負担し読者が無料で読むことができるという、その後のハイブリッドジャーナルにつながるサービスを1994年に開始したのが原点であると考えられている。著者支払い型では、イギリス物理学会とドイツ物理学会の New Journal of Physics が1998年に創刊されている。最も古いオープンアクセス専門の出版社はヴィテーク・トレイツが起業した BioMed Central で、2000年に設立されている。ハロルド・ヴァーマスが中心となって発足した PLoS (Public Library of Science) は当初、商業出版社に対しボイコット運動を行っていたが、運動は失敗しオープンアクセスジャーナルの出版に切り替え、2003年に PLoS Biology を発刊している。
その後、オープンアクセスジャーナルはさまざまな批判を受けながらも、着実にシェアを拡大し、大手商業出版社も参入する事態となっている。また、メガジャーナルと呼ばれるタイプのオープンアクセスジャーナルも誕生している。

## オープンアクセスジャーナルの動向

### メガジャーナル
著者支払い型のオープンアクセスジャーナルは論文数や刊行頻度に制限を持たない電子媒体であり、出版コストも著者に負担させることができることから、大量の論文を掲載するメガジャーナルへとつながった。メガジャーナルの定義は、最初のメガジャーナルとして知られる PLOS ONE の発行元 PLOS の当時の CEO、ピーター・ビンフィールドによれば、年に1000本以上掲載し、著者支払い型を採用し無料で読めること、また研究の重要性などを考慮した人為的な取捨選択を行わないこと、広い分野を対象としていることとしている。2012年には、20,000本以上の論文を掲載し、STM分野における論文のうち、約3%は PLOS ONE に掲載されていたものであった。これだけの量を掲載すると、購読には向かず著者支払い型が適しており、また大規模に行うことで論文1本あたりの単価を下げることができるという。その性質上、品質は保証しても価値（重要性）は保証しない。また取り扱う分野も幅広く、杉田茂樹は「低廉な軽量査読サービスを備えたオープンアクセスリポジトリ」とでも言うべきものとし、グリーンとゴールドの中間に位置する存在とも考えられると述べている。Nature の Scientific Reports などのように大手商業出版社もメガジャーナルを刊行している。
メガジャーナルでは査読が簡素化されているため、2011年には PLOS ONE では70%が受理されている。ハイブリッドジャーナルの Physical Review Letters では35%弱、購読型ジャーナルの Nature では同じ年に8%しか受理されていない。地理学者の鈴木晃志郎は、メガジャーナルのような軽量査読のジャーナルは「アカデミックな査読制の上になりたってきたこれまでの学術論文への社会的信頼性を、根底から揺さぶる可能性を秘めている」と述べ、メガジャーナルが増加していくにつれ、出版詐欺あるいはハゲタカ出版と言われるようなものとの境は曖昧となっていくだろうと指摘している。

### PeerJ
PLoS のピーター・ビンフィールドは2012年5月18日に PLoS を去り、新しいオープンアクセスジャーナル PeerJ を2013年2月12日に創刊した。論文の掲載に APC を支払うのではなく、299ドルの会費を支払えば、APC 無しで無制限に投稿が可能になるという点が注目された。研究者の所属機関が料金を負担するモデルである PeerJ 機関版も存在する。また、査読者と著者が同意すれば査読プロセスを公開することを行っており、査読の公正性、透明化につながると見られている。

## 利用状況
オープンアクセスジャーナルは着実にその数を増やしており、2003年には301誌であったが2013年には少なくとも857誌に増加している。2012年では、全論文のうち約7%がオープンアクセスのものである。2020年にはオープンアクセスジャーナルが過半数を占めるようになるという予測を出すものもいる。とはいえ、2012年の時点では購読型のジャーナルが9割以上を占めており、どの分野においても主流となっているわけではない。また、オープンアクセス専門出版社 PLOS、BioMed Central、Hindawi の3社で60,218本を掲載しており、これはオープンアクセス誌に掲載された論文、114,079本の過半数を占めている。なお、メガジャーナルである PLOS ONE 1誌だけで、この年23,464本の論文を掲載している。発表の早さが必要となる競争の激しい分野では、オープンアクセスジャーナルの掲載までかかる時間の短さは、メリットとして受け止められ、また最新の情報が入手できるといった点でもオープンアクセスジャーナルの迅速な出版は評価されている。オープンアクセスジャーナルの増加には、大学図書館の予算が増額されないのも一因となっているという指摘もある。新規で学術雑誌を創刊しても図書館側の購買力が無いため、新規参入にはオープンアクセスしか方法が無く、公的助成機関のオープンアクセス義務化がそれを後押ししているとの指摘がある。3大学術誌とも称されるネイチャー、サイエンス、セルはオープンアクセスジャーナルとは対立する購読型学術雑誌であるが、それぞれの出版社は『Nature Communications』『Cell Reports』『Science Advances』といったオープンアクセスジャーナルを発行している。
自然科学系分野に比べ、人文社会系の分野ではオープンアクセスそのものが一般的とはなっていない。2012年に発表された調査によると、数学系の論文のうち半数近くはオープンアクセスであるのに対し、人文系は13-20%しかオープンアクセス化されていない。この要因については、ジャーナルよりも書籍が重要視される面があることや、研究助成金の規模が違うことが挙げられている。これに対し生命科学の分野などでは発表の早さを競う傾向があり、オープンアクセスジャーナルが盛んな理由となっている。実際に人文系学問である地理学・観光学を研究する鈴木晃志郎は2013年の時点でオープンアクセスジャーナルの存在を知らず「金をとって出版させる雑誌なんて出版詐欺だろ」と思ったと述べている。
オープンアクセスは被引用数を増加させると言われることがあるが、その効果を否定するものもまた多い。増加の要因として考えられているのは「アクセスに制限がないため」「早期公開が被引用数の増加に影響している」「研究者が出来の良い論文をオープンアクセスとしているため」などあるが、調査方法の不統一などから、まだ具体的なことは分かっていない。科学技術政策研究所（現、科学技術・学術政策研究所）の林和弘による調査でも、オープンアクセス論文の被引用数増加が認められたが、オープンアクセスが直接的な原因というよりも、短期間の査読が影響を及ぼしていると見ている。
公的助成を受けた研究のオープンアクセス化は、アメリカ国立衛生研究所 (NIH) による義務化を嚆矢に世界各国で検討されているが、2012年にイギリスの研究情報ネットワーク (Research Information Network、RIN) が公表した、通称フィンチレポートではオープンアクセス達成に向けて、再利用可能性やエンバーゴ期間の問題から、グリーンロードではなくゴールドロード、つまりオープンアクセスジャーナルおよびハイブリッドジャーナルを推進している。フィンチレポートはゴールド偏重であるとして批判も浴びている。
スイスのCERN（欧州原子核研究機構）が中心となって取り組んでいる SCOAP3 (Sponsoring Consortium for Open Access Publishing in Particle Physics) は、高エネルギー物理学分野における学術論文のオープンアクセス化を目指す国際的なプロジェクトである。SCOAP3が目指すオープンアクセス化の手法は、大学などの機関が支払っていた購読料を雑誌の出版費用に振り替えるというものである。これにより著者は費用負担なしでオープンアクセスを実現できる。プロジェクトの運用は2014年1月から始まった。また2015年にはエルゼビアから発行される論文のうち、CERNの研究者が関わったものは全てオープンアクセスにする協定を、CERNとエルゼビアの間で結んでいる。
日本では学会が活動の一環として学術誌を発行することが多く、欧米のような商業出版社がビジネスとして行っているものとは異なっている。欧米では学術雑誌を発行する会社は専門スタッフを雇い利益の最大化に努めているが、日本では専門スタッフも少なく、編集もボランティアに頼り、運営資金の充当に助成金や会費でまかなっている状況がある。このような違いがあるため日本でも無料の論文は多いが、欧米のように収益を確保できておらず、持続性が担保されていないという意見がある。ただし、オープンアクセス化を追求する上で、欧米ではビジネスとして確立してしまっているため、既得権益層の反発を招く結果となっているが、日本ではそうした問題が存在しないという面もある。

## 批判・問題点
オープンアクセスジャーナルが登場して間もない頃は、助成金による運営が一般的で著者支払い型を採用する出版社は少なかった。2005年に学協会出版者協会(Association of Learned and Professional Society Publishers, ALPSP) が行った調査によると、著者支払い型を採用しているジャーナルは4分の1弱であり、そのうち大手2社発行のものを除くと1%にも満たなかった。著者が支払っても良いと思う金額と出版にかかる費用には差があり、ビジネスとして成立するか疑問に思うものも多かった。オープンアクセス専門の大手出版社である PLOS も、PLOS ONE 創刊以前は、雑誌単体では費用を回収していたものの会社全体では採算が取れておらず、その運営には外部からの助成に頼っていた。2013年に日本で行われた調査においても、オープンアクセスジャーナルに投稿しない理由として最も多かった意見が、高額な掲載費用であった。
従来の購読型ジャーナルではクオリティの高い雑誌を出版し、多くの読者を獲得するのが収入を得る道であり、そのためにコストをかけてでも査読を行ってきた。オープンアクセスでは読者から収入は得られないため、金銭的なことだけを考えれば、コストのかかる査読は行わず全ての論文を採用することが最も効率が良い方法となる。こうしたことから、 APC の搾取のみを目的としたハゲタカ出版 (predatory journals または predatory publisher) などと呼ばれる、まともな査読をせずに論文を掲載するような出版社・ジャーナルが存在する。サイエンスは2013年にオープンアクセスジャーナルに関する実験を報告した。実験内容は、それぞれ出版社の異なる304の APC を必要とするオープンアクセスジャーナルに、まともな研究者なら気づくような誤りのある論文を投稿するというものだった。そのうち半数以上の157誌が論文を受理したという。その中には SAGE やエルゼビアのものも含まれていたが、Hindawi や PLOS はリジェクトしたという。2014年にはオープンアクセス誌の投稿呼びかけメールに、スパムメールに抗議するための「そのメーリングリストから私を外せ」とだけ繰り返し書かれたファイルを送り返したところ、受理されてしまうという事件が起こっている。査読の結果は最高評価であり APC 150ドルを支払うように要求されたという。このような雑誌に論文を掲載することは「研究業績を金で買う」ことに等しいと見るものもおり、研究者がオープンアクセスジャーナルを低評価する理由ともなっている。コロラド大学デンバー校のジェフリー・ビールは疑わしい出版社・ジャーナルのリストを作り、これらと関わらないよう呼びかけている。SPARC Japan が2013年末に行ったアンケート調査では、日本の研究者がオープンアクセスジャーナルに投稿し、掲載された論文のうち、約11%がビールのリストに載っている出版社が発行するジャーナルに掲載されていた。
査読にかかるコストを抑えながらもジャーナルの評価を高める方法として、カスケード査読と呼ばれるものが存在する。「カスケード査読」とは、あるジャーナルで不受理となった論文でも、同じ出版社の他のジャーナルに投稿を振り替えられる仕組みで、査読報告書を引き継ぐことで査読プロセスを簡略化できる仕組みであり、「カスケード・システム」「カスケードモデル」などと表現されることもある。著者と出版社ともに時間の節約となり、カスケードの上位にあたるジャーナルでは、質の高い論文だけを掲載することでジャーナルの評価を維持することができ、また、改めて査読をやり直す必要がないため査読にかかったコストを無駄にせずに済む。ただし、引継ぎの行われたカスケードの下位にあるジャーナルは、不受理の論文を集めた雑誌という不名誉な側面があるため、PLOS ONE など、このシステムを原則として採用しないジャーナルもある。

### 註釈
1. ↑  ただし、PLOS ONEはメガジャーナルである。メガジャーナルではない PLOS Biology では2,900米ドルとなっている。
2. ↑  Science, Technology, Medicine の頭文字で科学、技術（工学）、医学分野のこと。
3. ↑  ただし、鈴木に連絡をとってきた相手は、いわゆるハゲタカ出版もしくは出版詐欺の可能性がある[45]。